# Société pour la protection de la nature en Israël

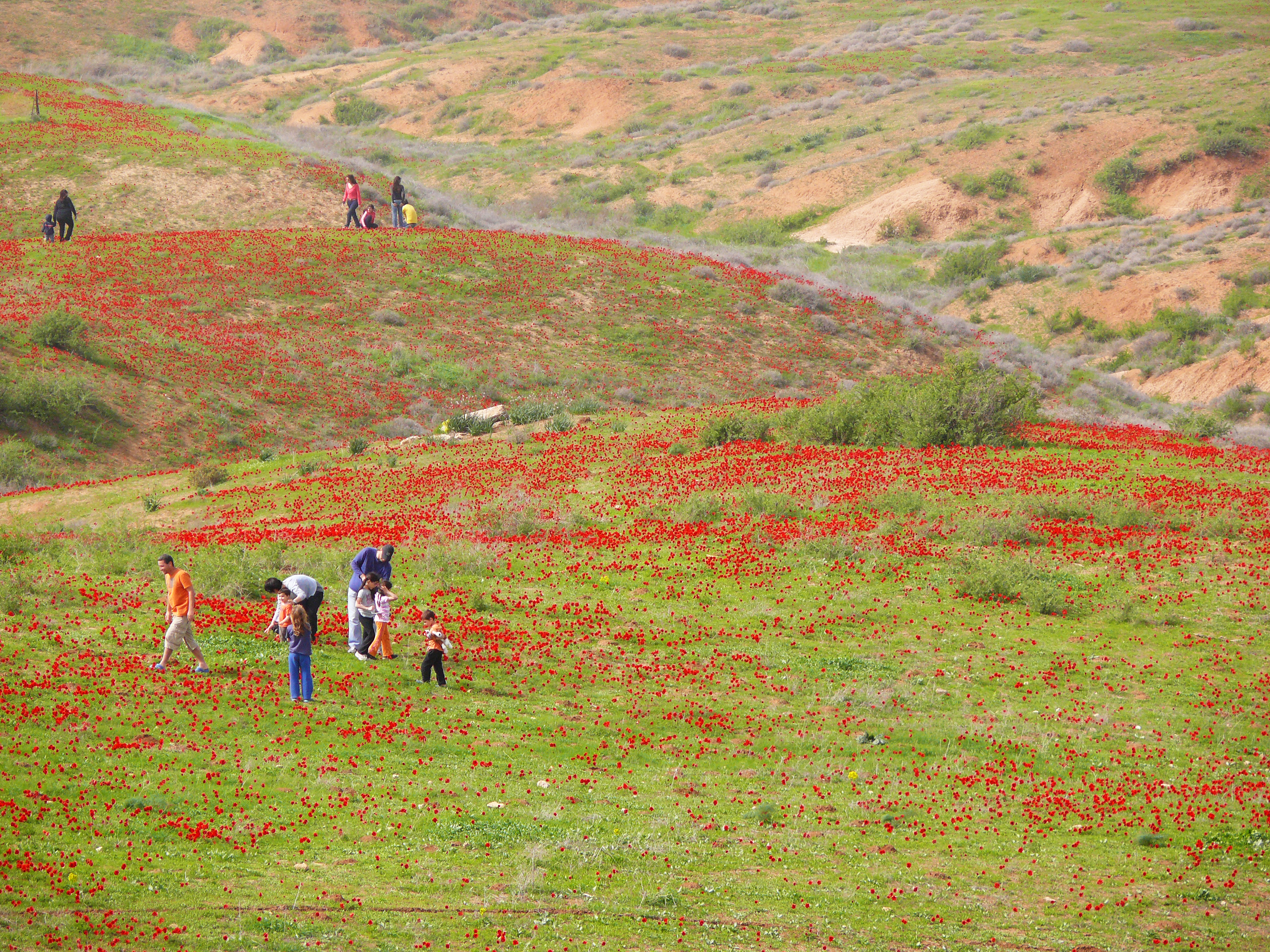
Famille se promenant dans un champ d'anémones, une espèce protégée en Israël (réserve naturelle de Pura).

La Société pour la protection de la nature en Israël (hébreu : החברה להגנת הטבע, HaHevra LeHaganat HaTeva) ou SPNI est une organisation non-gouvernementale (ONG) israélienne œuvrant dans le domaine de l'environnement visant à maintenir la flore, la faune et la bio-diversité en protégeant les terres et les eaux nécessaires à leur survie. C'est l'organisation de protection de l'environnement la plus ancienne et la plus importante en Israël et la plus grande organisation israélienne sans but lucratif. 

## Histoire

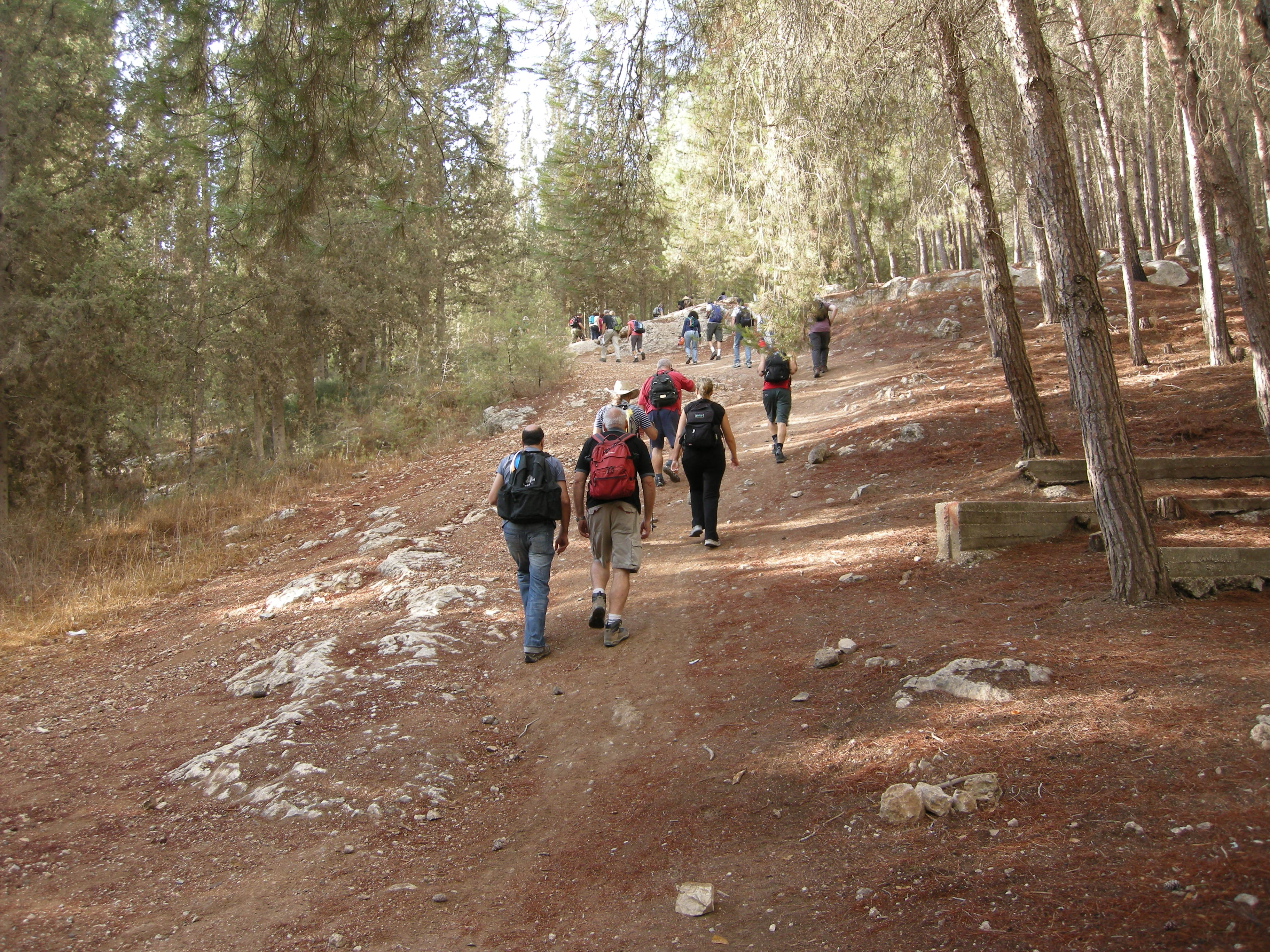
Randonneurs sur le Sentier national israélien.

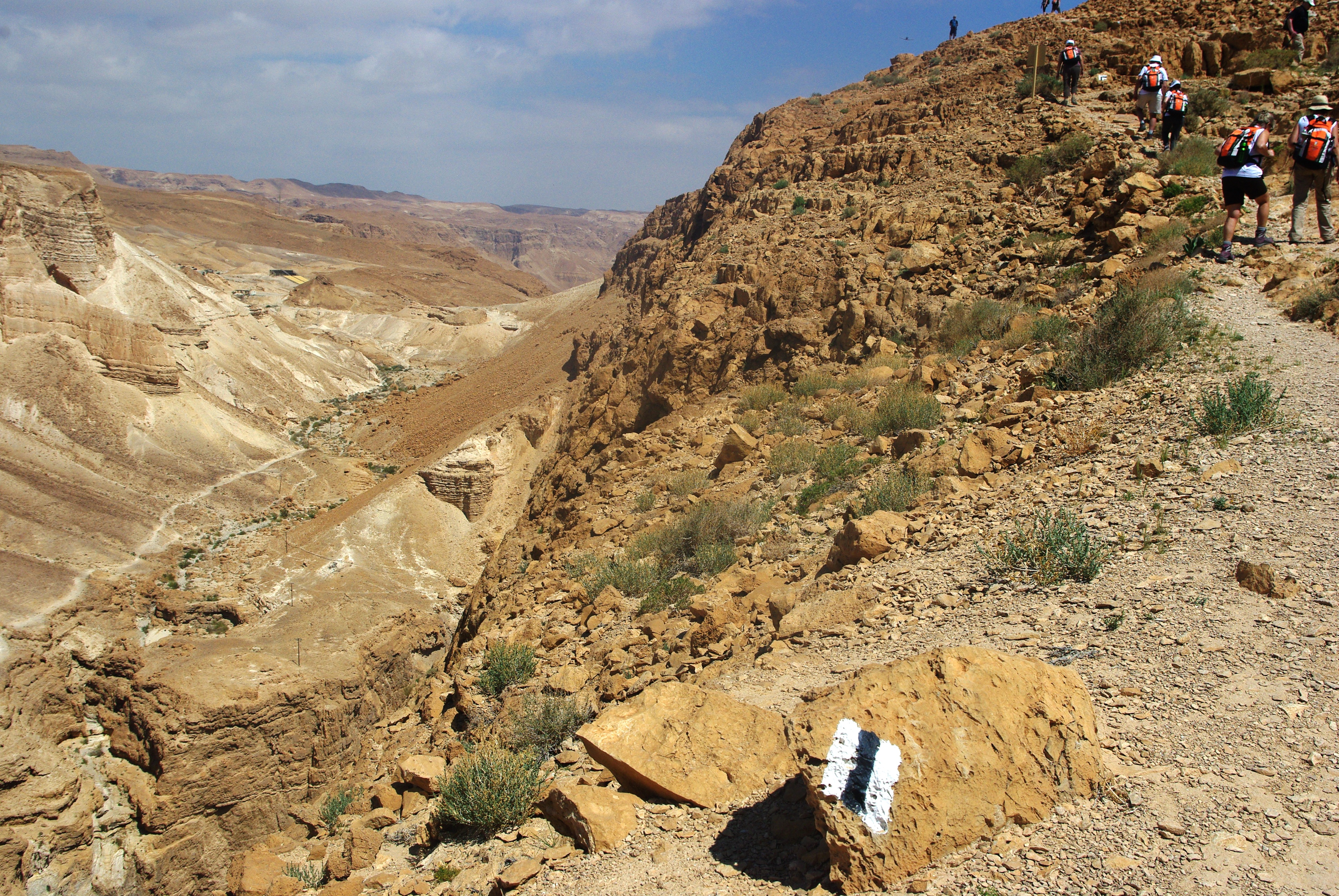
Marquage sur un sentier dans le désert de Judée.

La SPNI est fondée en 1953 par Azaria Alon (en)), un environnementaliste et Amotz Zahavi, un ornithologue et biologiste. Il s'agit alors de réagir au projet de drainage de la vallée de la Houla, un marais paludéen, lancé par le Fonds national juif (KKL). Le gouvernement israélien et le Fonds national juif parvinrent à drainer la majorité des zones humides de la vallée afin d'éradiquer la malaria et de transformer la région en terre agricole. Si le projet a été achevé en 1958, 10 % de l'ancien lac a pu, depuis, être restauré.
En 1980, la SPNI et ses fondateurs reçoivent le prix Israël pour leur importante contribution à la société et à l'État dans le domaine de l'environnement.
En 1981 est créée la section française de la SPNI et en 1986, la section américaine.
En 2017, la SPNI revendique plus de 50 000 membres en Israël, l'entretien de 14 000 kilomètres de sentiers en Israël dont les mille kilomètres du Sentier national israélien.
En 2019, la SPNI publie un ouvrage où elle dénonce la politique de reboisement systématique du Fonds national juif car elle contribue à détruire les écosystèmes naturels israéliens tels que les matorral, les prairies, les plaines limoneuses et les déserts de sable ou de pierre.

## Principales activités
Bien connue du public israélien pour proposer des randonnées ou l'observation d'oiseaux, la SPNI s'investit dans la politique de l'environnement en Israël. Si le premier projet de la SPNI, l'opposition au drainage du lac Houla a été un échec, la re-création du lac Houla a permis l'installation par la SPNI d'un sanctuaire pour oiseaux où se posent plusieurs dizaines de milliers de grues lors de leurs migrations annuelles. L'organisation s'est aussi opposée à la politique de bétonnage souvent menée par le gouvernement israélien. Elle a obtenu des succès notables en transformant le Mont Carmel en parc national, en empêchant la construction d'un émetteur de la Voix de l'Amérique dans la vallée de l'Arava dans le Néguev car l’antenne se trouvait sur l’un des principaux passages des oiseaux migrateurs, en menant avec succès une campagne nationale contre l'habitude de cueillir des fleurs sauvages ou encore en préservant le dernier site de nidification en Israël de l'engoulevent de Nubie, ceci en empêchant le drainage des étendues salées du Néguev.
Au plan législatif, la SPNI a été un des participants à l'élaboration de la loi israélienne de protection du littoral votée en 2004, qui pour la première fois introduit le principe du développement durable dans le droit israélien, en encadrant l'usage du littoral jusqu'à 300 mètres de la mer.

### Le département de protection de l'environnement (EPD)
Le département de protection de l'environnement (en anglais Environmental Protection Division ou EPD) est la branche de la SPNI qui promeut la protection de l'environnement et dénonce le développement irresponsable. Conscient que les décisions-clés sont prises au plus haut niveau, l'EPD a mis en place une équipe d'experts aux compétences multiples, de l'écologie à la planification urbaine, qui mènent des campagnes, du lobbying politique et de la formation pour la protection des espaces naturels d'Israël, de sa biodiversité, de ses rivières, de ses lacs et de ses côtes, pour l'énergie propre, en bref pour un développement durable.
En 2017, l'EPD mène les campagnes suivantes :
- lutte contre les forages gaziers  sur le plateau du Golan et leurs risques de pollution du lac de Tibériade ;
- opposition au plan du tracé d'un chemin de fer vers Eilat qui détruirait six réserves naturelles du désert du Néguev ;
- réforme des lois régissant la pêche de façon à protéger la vie marine et les écosystèmes côtiers.

À plus long terme, l'EPD a pour politique de protéger les écosystèmes israéliens, de promouvoir le développement durable, de réhabiliter les eaux des rivières très polluées et des lacs comme le lac de Tibériade et la mer Morte, d'utiliser des énergies renouvelables ou le gaz naturel en lieu et place du charbon traditionnel, de protéger l'environnement marin, de protéger les mammifères souvent en danger et les millions d'oiseaux qui migrent chaque année au-dessus d'Israël et y font escale dans les arbres, les buissons et les étangs du pays. Le centre ornithologique d'Israël établi par la SPNI a mis en place des moyens techniques (radars) pour protéger avions et oiseaux de collisions potentiellement catastrophiques et les concertations nécessaires pour protéger l'agriculture tout en sauvegardant les oiseaux.

### Le département d'éducation
Les programmes éducationnels de la SPNI s'adressent à des dizaines milliers d'étudiants dans le pays, dès leur jeune âge, de façon qu'ils apprécient et aiment les trésors naturels d'Israël et donc apprennent à les protéger.

### Communautés urbaines
La SPNI a établi dans chaque grande ville israélienne des « communautés » de façon que les citadins se regroupent pour défendre leur qualité de vie tout en prenant conscience des contraintes environnementales. Cela inclut l'éducation des enfants, la constitution de groupe de pression sur les autorités municipales, la participation à la planification des villes toujours dans le but d'un développement durable.

### Écotourisme et observation des oiseaux
La SPNI a mis en place avec un agent de voyage des offres de séjour centrées sur la randonnée, les projets environnementaux et l'observation des oiseaux. Israël se situe sur le « pont » reliant les continents africain et eurasiatique qui constitue la route de migration aviaire la plus importante au monde. La diversité des milieux israéliens qui vont des zones humides de la vallée de la Houla aux déserts salés du Négev et du mont Hermon à la dépression de la mer Morte amène des millions d'oiseaux à faire escale en Israël, deux fois par an.